# Château de Coulommiers
Le château de Coulommiers, dit aussi château de Colombière en Brie ou de Coulommiers en Brie, est un château construit au  XVIIe siècle et détruit au siècle suivant. Il se situait à l'emplacement de l'actuel parc des Capucins de Coulommiers, en Seine-et-Marne.

## Histoire

### Le château classique
Le château fut construit au XVIIe siècle par Catherine de Gonzague, duchesse de Longueville. 
Le contrat de maçonnerie pour la reconstruction du château avait été signé le 3 janvier 1613 suivant les dessins de Salomon de Brosse. Les travaux seront suivis par Charles Du Ry, collaborateur de Salomon de Brosse, assisté de son fils Mathurin.
À la mort de Catherine de Gonzague en 1629, les travaux ne sont pas terminés puisque l'aile d'entrée reste à bâtir.

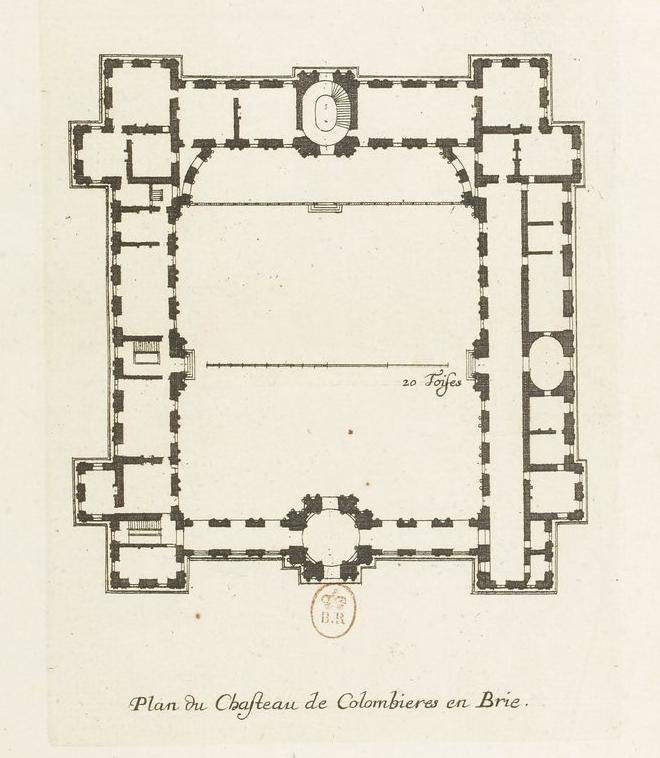
"Plan du Chasteau de Colombieres en Brie", Jean Marot, milieu du XVIIe siècle.
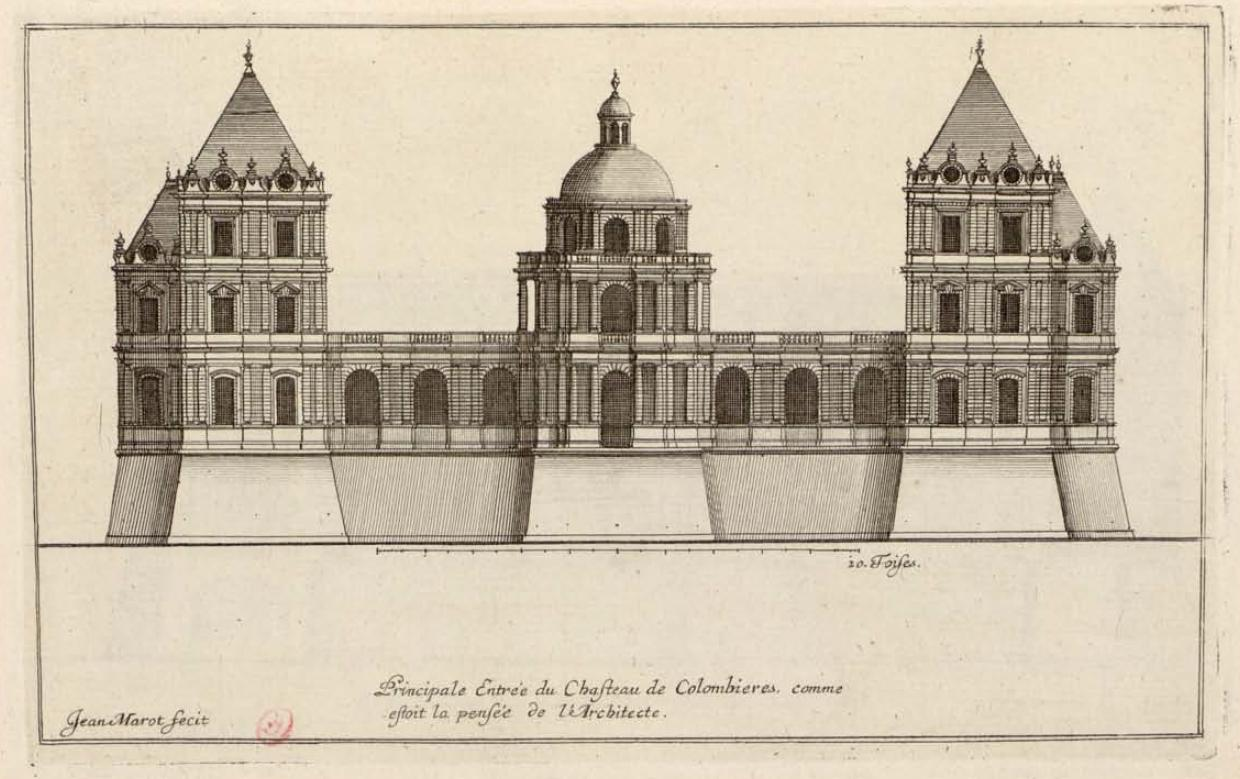
"Principale Entrée du Chasteau de Colombieres comme estoit la pensée de l'Architecte", Jean Marot, milieu du XVIIe siècle.
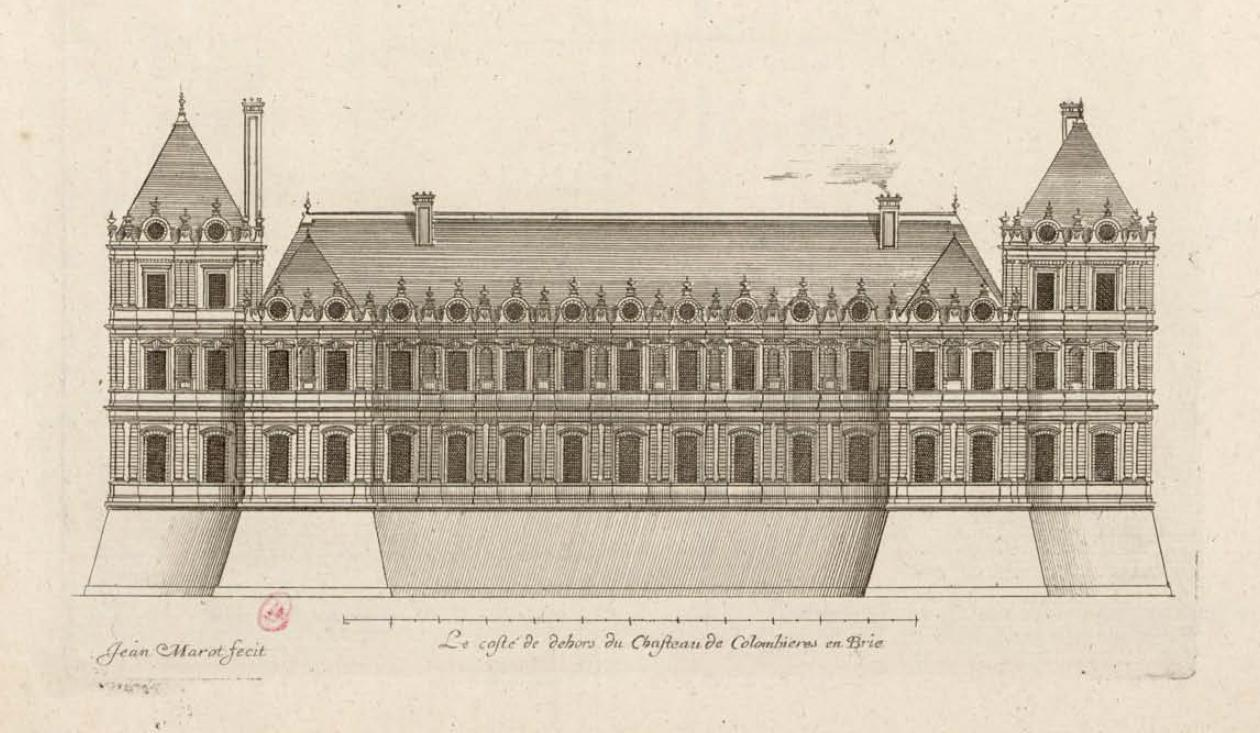
"Le costé de dehors du chasteau de Colombieres en Brie".
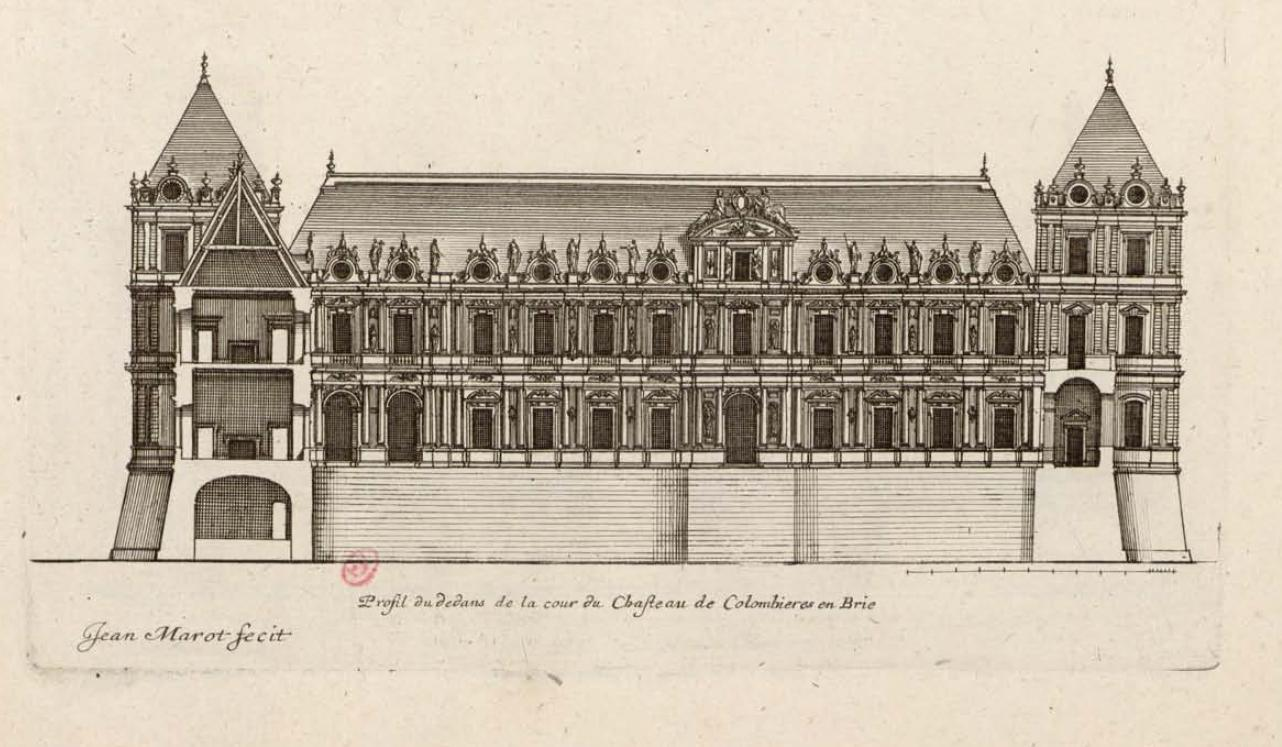
"Profil du dedans de la cour du Chasteau de Colombieres en Brie".

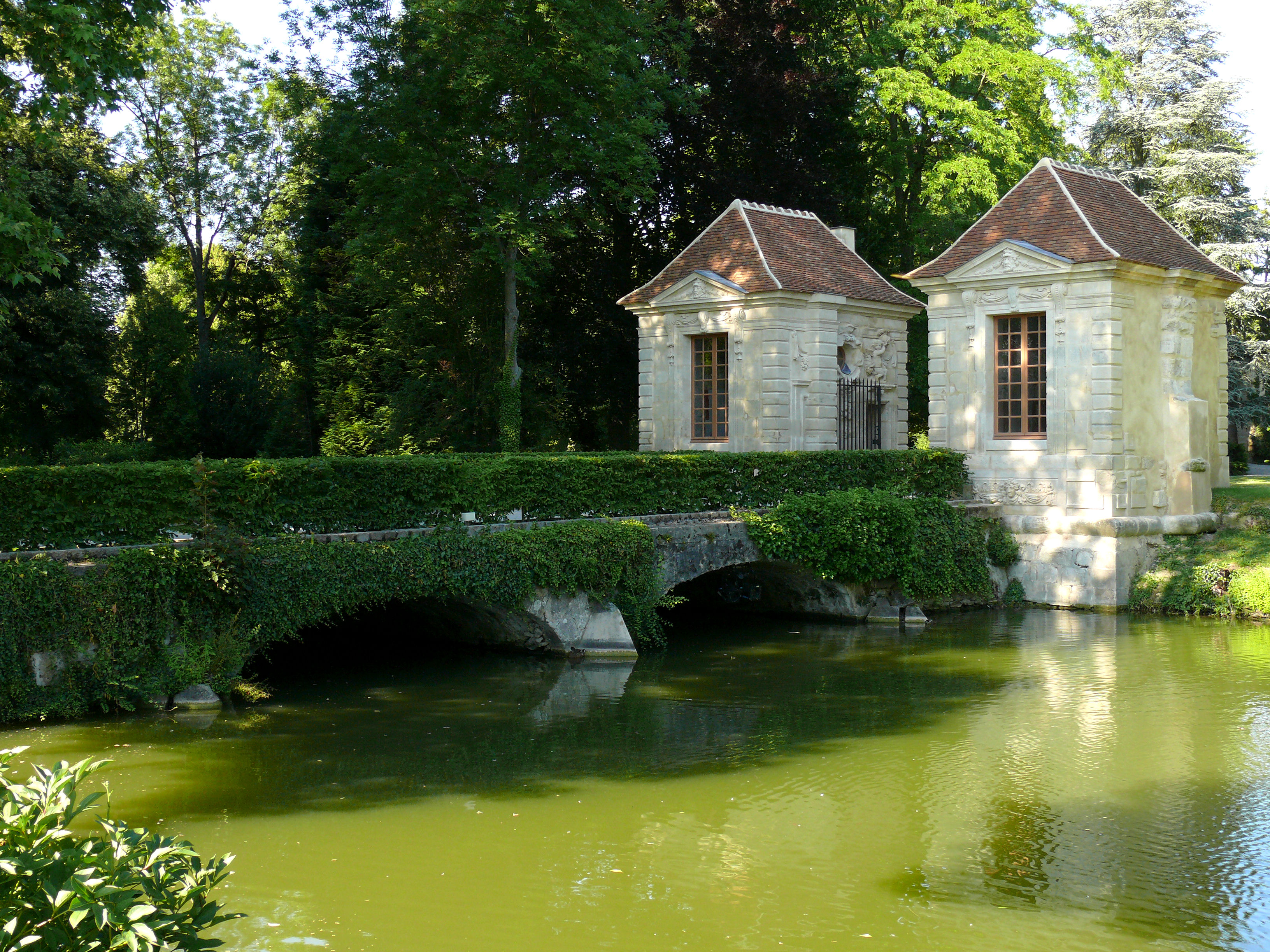
Pavillons des gardes de l'ancien château de Coulommiers construits par François Mansart, dans le parc des Capucins.

Au début de l'année 1631, son fils, Henri II d'Orléans, décide de terminer les travaux et en confie la direction à François Mansart. Le 27 février 1631 est en effet passé un marché de travaux par Henri II d'Orléans  au maître maçon Charles Du Ry qui avait travaillé pour Salomon de Brosse. 
Au cours de l'année 1649, François Mansart intervient de nouveau dans deux galeries basse et haute et dans le pavillon antérieur droit, où il installe un appartement de bains et au-dessus, un salon à l'italienne.

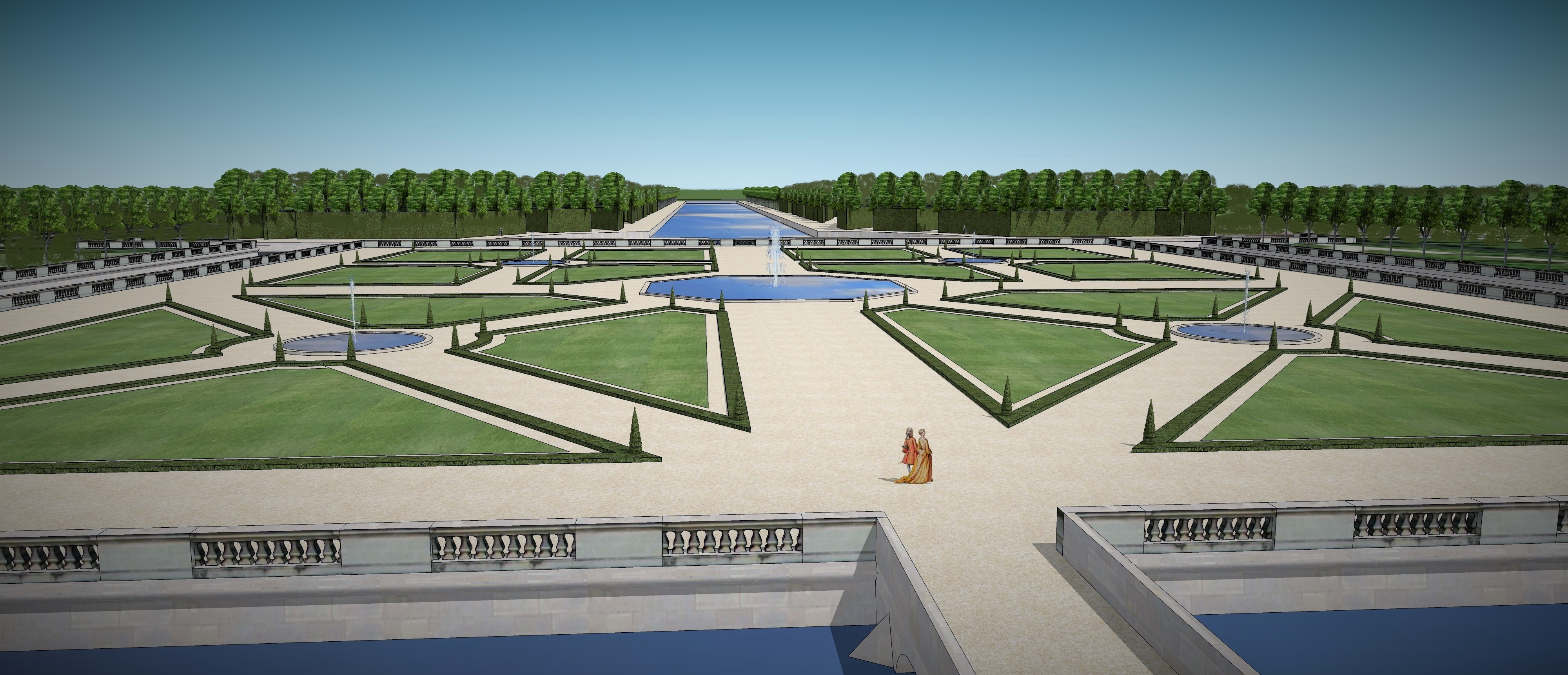
Vue de la Grande Perspective des jardins du château de Coulommiers, depuis le premier étage, vers 1660.

### La démolition
Au XVIIIe siècle, entre 1736 et 1738 intervient la démolition du château par le duc de Luynes, car le bâtiment avait été construit dans une zone peu salubre. 
Seuls demeurent les pavillons des gardes construits suivant les plans de François Mansart, le porche d'entrée du château au fond de la cour, ainsi que les portiques concaves qui étaient situés dans les angles du fond de la cour, construits selon les plans de Salomon de Brosse.

### De nos jours

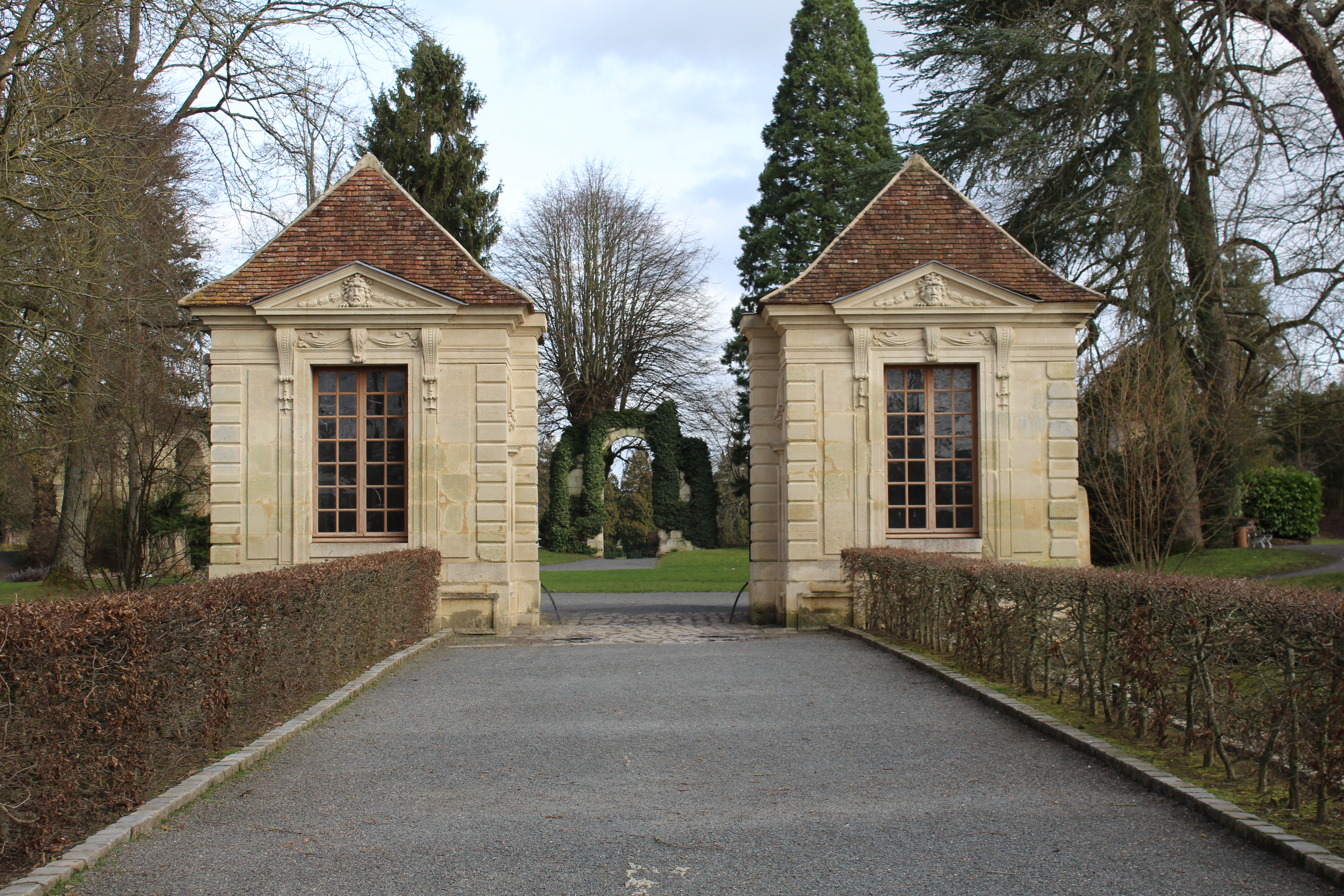
Vestiges du Château de Coulommiers-en-Brie, les pavillons de Mansart.
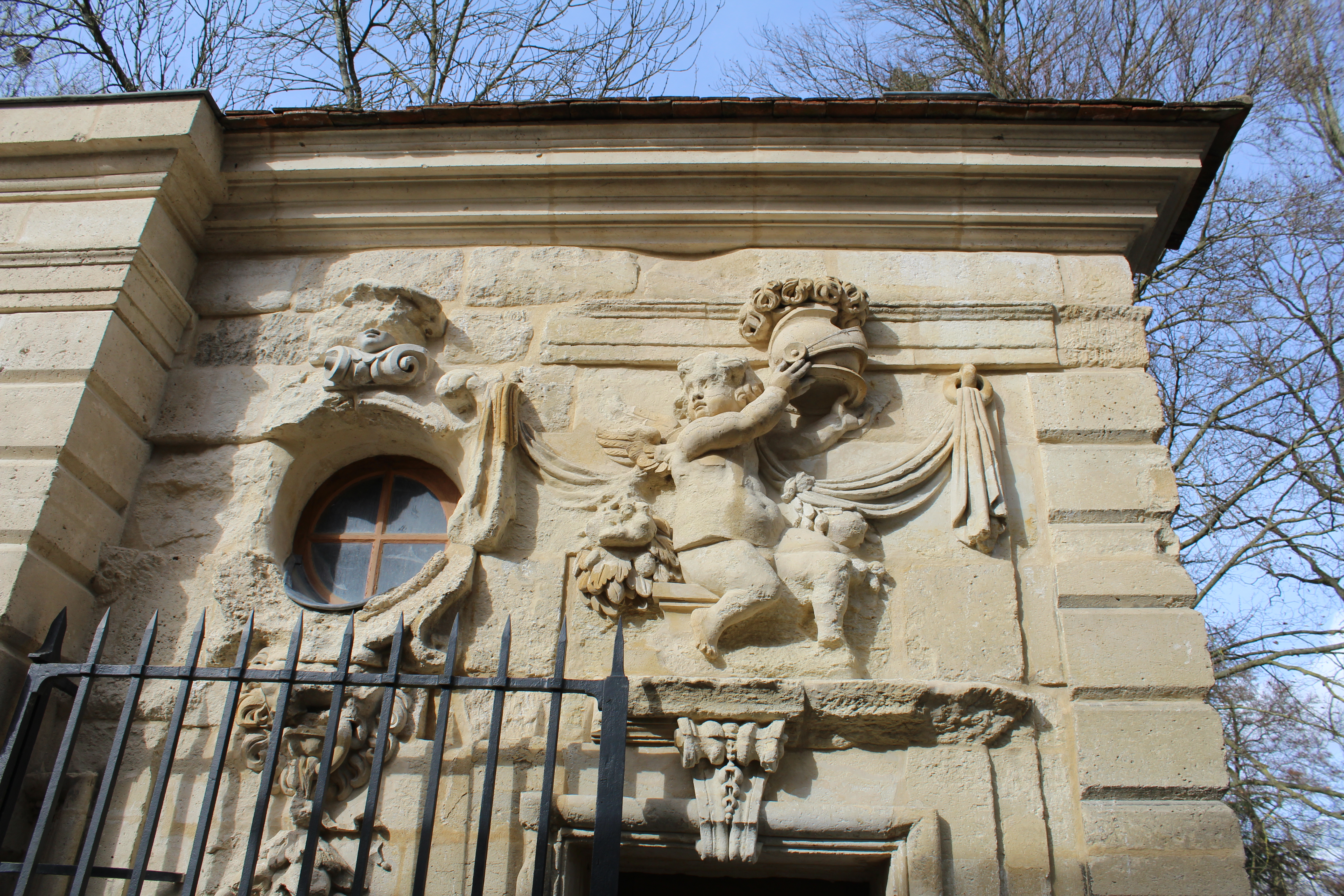
Vestiges du Château de Coulommiers-en-Brie.
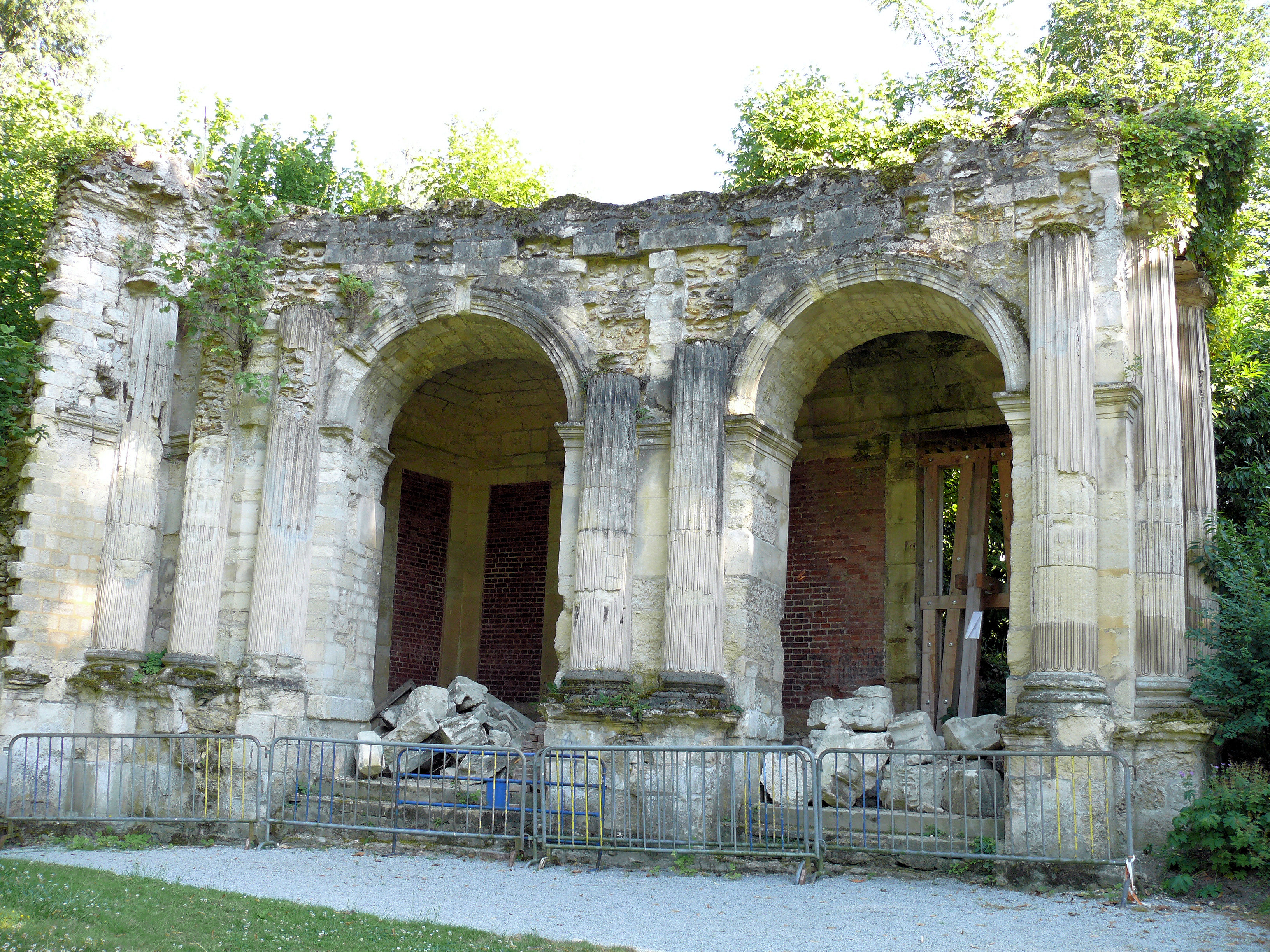
Vestiges d'un des deux portiques courbes du château
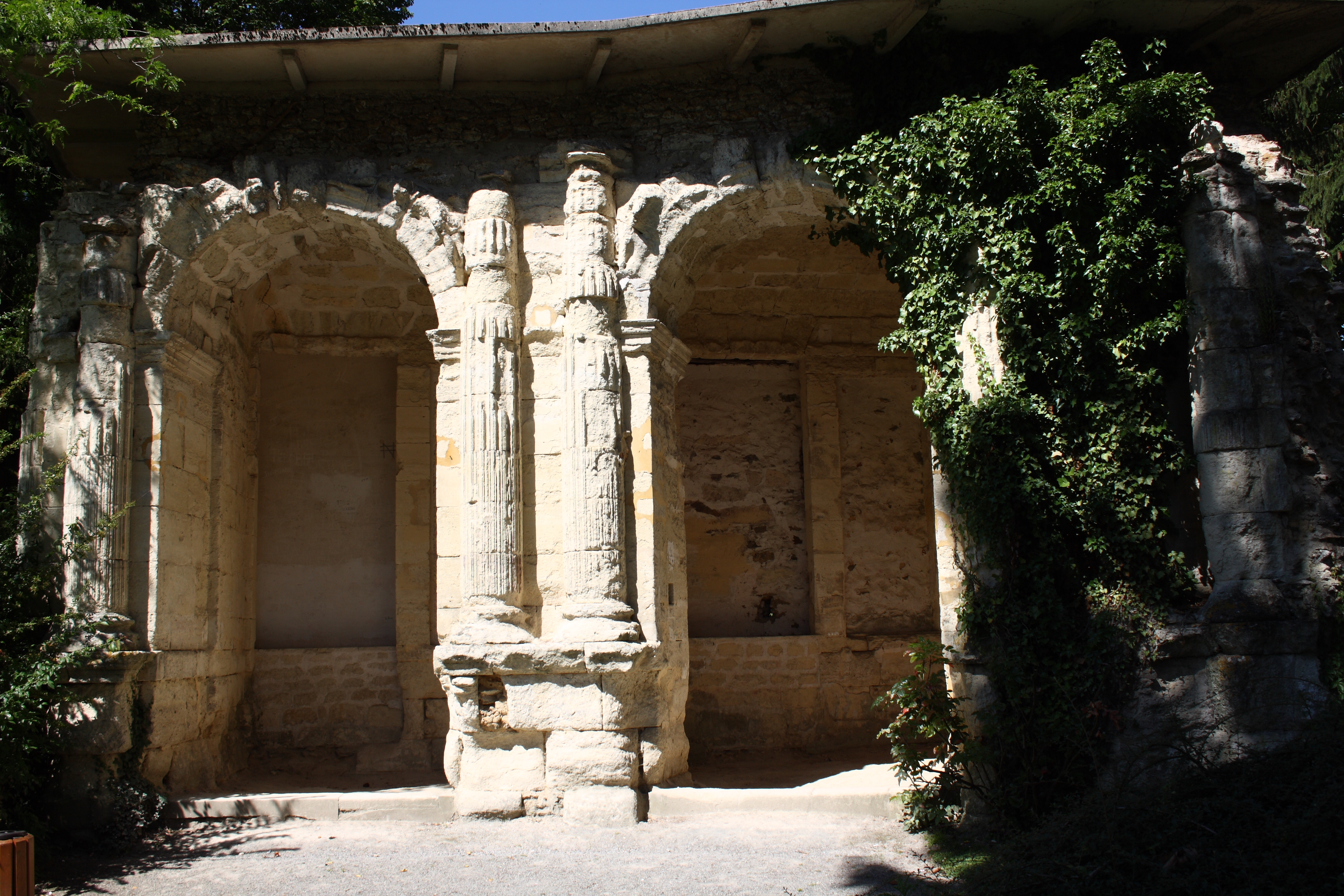
Vestiges de l'autre portique